# Jacob „Mpharanyana“ Radebe
Jacob „Mpharanyana“ Radebe (geboren am 16. April 1948; gestorben am 21. August 1979) war ein südafrikanischer Singer-Songwriter und Gitarrist. Seine Musik wird als Jazz, Fusion, Disco, Soul und mbaqanga klassifiziert. Radebe textete hauptsächlich in Sesotho, sang aber gelegentlich auch auf Englisch.

## Karriere
Radebe wurde in Katlehong im Ost-Rand-Gebiet geboren, und sein Interesse an Musik wurde schon früh geweckt. Er galt als eine der mächtigsten Stimmen im Township Soul. In Springs trat er mit The Peddlars auf und in Katlehong war er der Leadsänger von The Weavelets. (Eines der Mitglieder dieser Band war Lloyd Lelosa, der später Keyboard bei Stimela spielte.) Von den 60er Jahren bis zu seinem Tod arbeitete Radebe mit einer Reihe populärer südafrikanischer Musiker zusammen, darunter Ray Chikapa Phiri und West Nkosi, mit denen er die Band The Cannibals gründete.
Er war dafür bekannt, beim Singen zu husten. Er hatte einen chronischen Husten, der von den Produzenten früher herausgeschnitten wurde, später aber zu einer Art musikalischem Markenzeichen wurde.

## Diskographie (Auswahl)
- Mpharanyana and The Cannibals – Ulunywa Izinja[5]
- Mpharanyana and The Peddlers – Morena Re Thuse Kaofela
- Mpharanyana and The Peddlers – Hela Ngwanana
- Mpharanyana and The Cannibals – Zion Soul
- Mpharanyana and The Cannibals – Nka Nako Ho Motseba[6]
- Mpharanyana and The Cannibals – Get Funky
- Mpharanyana and The Cannibals – Highland Drifter (Von Ray Phiri 1973 komponiertes Lied)